# اهیرلی، اگاشورن
اهیرلی، اگاشورن (به لاتین: Ahırlı, Ağaçören) یک  Köy  در ترکیه است که در استان آق‌سرای واقع شده‌است.